# ليام هيرن
ليام هيرن (بالإنجليزية: Liam Hearn)‏ هو لاعب كرة قدم بريطاني، ولد في 27 أغسطس 1985 في نوتنغهام في المملكة المتحدة. شارك مع منتخب إنجلترا لكرة القدم C ‏. أما مع النوادي، فقد لعب مع غريمسبي تاون ولينكولن سيتي أف سي ونادي بارو ونادي مانسفيلد تاون ونادي هاروجيت تاون.

## وصلات خارجية
- ليام هيرن على موقع قاعدة بيانات كرة القدم.إي يو (الإنجليزية)
- ليام هيرن على موقع Soccerbase.com (لاعب) (الإنجليزية)
- ليام هيرن على موقع Soccerway.com (الإنجليزية)